# Cyril Tommasone
Cyril Tommasone (Villeurbanne, Francia, 4 de julio de 1987) es un gimnasta artístico francés, subcampeón del mundo en el ejercicio de caballo con arcos en 2011.

## Carrera deportiva
En el Mundial celebrado en Tokio en 2011 quedó en segunda posición en caballo con arcos, quedando solo tras el húngaro Krisztián Berki.
En el Mundial celebrado en Nanning en 2014 quedó en tercer lugar, tras el húngaro Krisztián Berki (oro) y el croata Filip Ude (plata).